# Campaña de Filipinas (1941-1942)
La campaña japonesa de Filipinas se desarrolló entre el 8 de diciembre de 1941 y el 9 de junio de 1942, y culminó con la ocupación japonesa de Filipinas, estado libre asociado de los Estados Unidos. Aunque superadas numéricamente, las mejor entrenadas fuerzas japonesas lograron acorralar a las unidades filipino-estadounidenses de Luzón en la península de Batán y la isla de Corregidor. Estas fuerzas resistieron hasta abril y mayo de 1942 respectivamente, y las guarniciones aliadas en Bisayas y Mindanao se rindieron al caer Corregidor.
Al finalizar la batalla de Bataán, las fuerzas aliadas fueron sometidas a una marcha forzada a los campos de prisioneros de guerra, en la que murieron más soldados que en la batalla en sí. Este episodio recibió el nombre de la marcha de la muerte en Bataan. Por el número de bajas muchos historiadores la consideran la mayor derrota de las fuerzas armadas de EE. UU.

## Antecedentes
En 1941, Filipinas servían de base para la recién organizada Fuerza Aérea estadounidense del Lejano Oriente (FEAF por sus siglas en inglés), la cual debía ser neutralizada para poder garantizar la superioridad aérea nipona mientras que el Grupo de Ejércitos Expedicionario del Sur avanzaba contra Malasia y las Indias Orientales Neerlandesas, colonias europeas. Además, la ocupación de Filipinas se consideraba necesaria para evitar que las mismas fueran usadas como plataforma de contraataques aliados y para asegurar las rutas de comunicación entre Japón y los recién ocupados territorios al sur.

### Fuerzas defensoras
Las fuerzas terrestres aliadas en Filipinas estaban conformadas por unos 130 000 soldados, sin embargo, unos 100 000 de estos efectivos habían sido movilizados hacía pocos meses y estaban pobremente entrenados. La Fuerza Aérea estadounidense, al mando del mayor general Lewis H. Brereton, estaba compuesta por 35 bombarderos B-17 y 107 cazas P-40. El almirante Thomas Hart era el comandante de la Flota Asiática, que debía defender las aguas filipinas pero, aunque contaba con un crucero pesado, un crucero ligero, 29 submarinos y 14 destructores de la Primera Guerra Mundial, al igual que el ejército y la aviación, estaba en desventaja frente a la flota japonesa.
El almirante Rainsford Stark, Jefe de Operaciones Navales, había solicitado, a mediados de 1941, al Presidente Franklin D. Roosevelt que alargase las negociaciones con los japoneses, con el objetivo de fortalecer a Filipinas. El Comandante en Jefe de las fuerzas estadounidenses en Filipinas, general Douglas MacArthur, planeaba expandir el ejército a 200 000 efectivos, y formar una flota aérea de 256 bombarderos y 195 cazas. MacArthur planeaba culminar esta expansión para abril de 1942. Para el 4 de enero se esperaban 52 bombarderos en picado y dos regimientos de artillería. De manera más inmediata, en la víspera del ataque a Pearl Harbor, 30 bombarderos B-17 habían sido prometidos, y doce bombarderos ya había despegado de California. Estos bombarderos hicieron escala en Hawái durante el ataque sorpresa japonés.

### Fuerzas atacantes
Para la invasión de Filipinas se destinó el 14.º Ejército japonés, al mando del teniente general Masaharu Homma. Los cuarteles generales de Homma fueron establecidos en Formosa, en aquel entonces bajo control japonés, aunque otras unidades de este Ejército fueron estacionadas en las islas Ryukyu, las islas Pescadores y Palaos. Inicialmente, el 14.º Ejército, también llamado Fuerza de Ataque de Filipinas, contaría con la 16.ª División y la 48.ª División, unos 43 000 hombres, así como con dos regimientos de tanques. Sin embargo, una vez asegurada la victoria, en un período estimado de 50 días, la 65.ª Brigada del teniente general Akira Nara se movilizaría a Filipinas como fuerza de ocupación, ya que las dos divisiones originales recibirían misiones en las Indias Orientales Neerlandesas. La 4.ª División, estacionada en Japón como reserva, se movilizaría posteriormente a Filipinas.
El 5.º Grupo Aéreo, dependiente del Ejército, estaba compuesto por 20 batallones y era comandado por el teniente general Hideyoshi Obata. Contaba con dos regimientos de cazas, dos regimientos de bombarderos ligeros y un regimiento de bombarderos pesados, así como un regimiento de reconocimiento. Fue trasladado desde Manchuria hacia Formosa, para apoyar a las fuerzas terrestres al norte de la latitud 16.º La 11.ª Flota Aérea, al mando del vicealmirante Nishizo Tsukahara y con 444 aviones en total, recibió el encargo de neutralizar a la FEAF al sur del área de operaciones del 5.º Grupo Aéreo, pero además debía brindar apoyo en los desembarcos en Malasia y las Indias Orientales Neerlandesas. En total, Homma contaría con un máximo de 500 aviones principalmente durante el desembarco.
La 3.ª Flota japonesa, comandada por el almirante Ibo Takahashi, tenía como objetivo principal proteger a los transportes y resguardar las costas durante los desembarcos. La 4.ª División de portaaviones, que incluía al portaaviones ligero Ryujo, fue asignada a la campaña, ya que la 11.ª Flota Aérea, estacionada en Formosa, no podía proteger a las tropas que desembarcarían más al sur.

## Inicio de la campaña
El 7 de diciembre de 1941, la noche anterior al ataque a Pearl Harbor en Filipinas, fue avistado un convoy japonés frente a Indochina navegando en dirección al golfo de Siam. Además, las tres noches anteriores se habían reportado sobrevuelos de aviones no identificados sobre Clark Field, la principal base aérea estadounidense en Filipinas. El almirante Hart estaba seguro de que la guerra iba a empezar en cualquier momento y le sugirió al vicealmirante Sir Thomas Phillips, comandante de la Flota británica del Lejano Oriente, que acortara su visita a Filipinas y regresara a Singapur de inmediato.

### Ataques aéreos

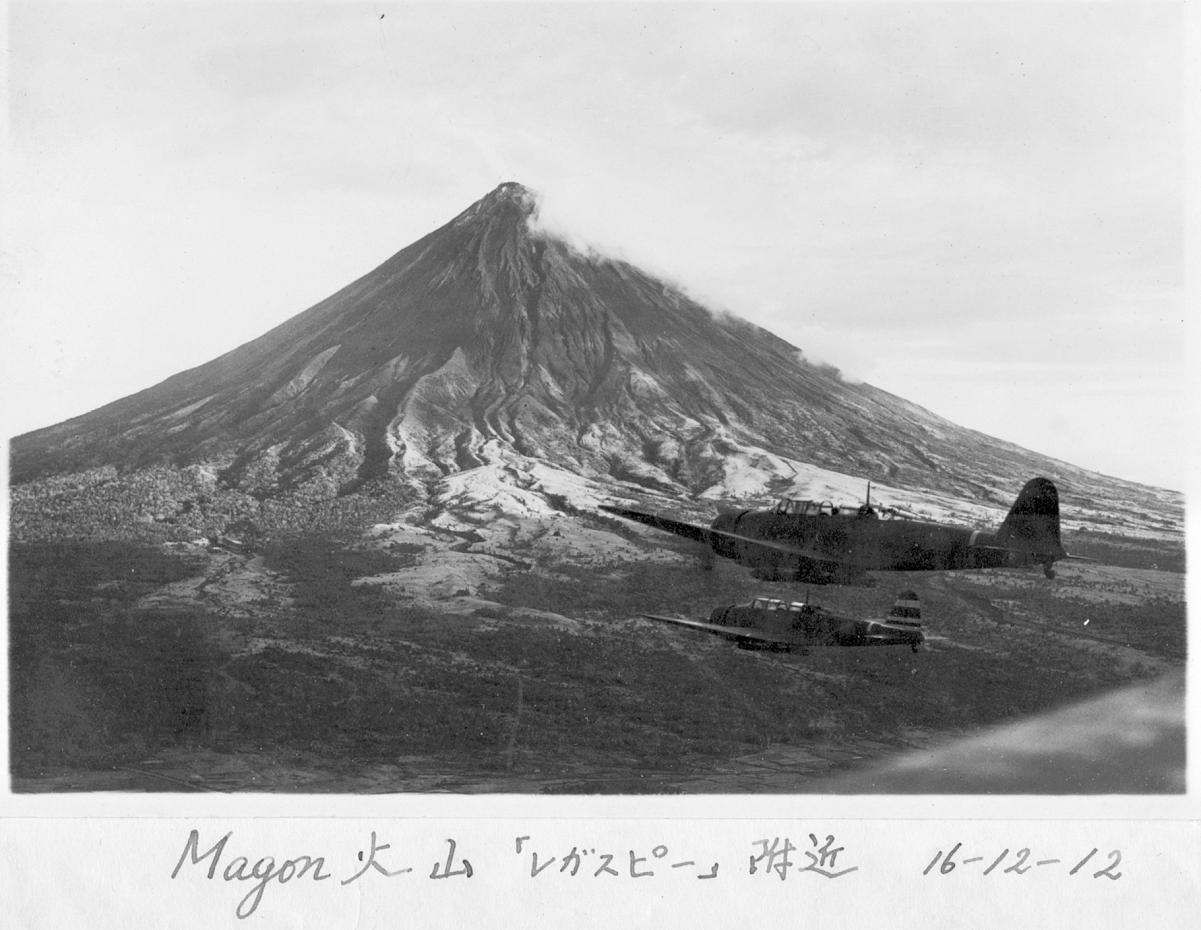
Cazas del portaaviones Ryūjō frente al Monte Mayón, en dirección a Legazpi, el 12 de diciembre de 1941.

El 8 de diciembre, MacArthur fue notificado del inicio de las hostilidades a las 6.50 de la mañana, hora local, cuatro horas y media después de haberse iniciado el ataque a Pearl Harbor.  Media hora después, el general Brereton solicitó a MacArthur permiso para bombardear Formosa, pero este se negó, alegando que no disponían de suficiente información sobre las bases enemigas en la isla. Durante el resto de la mañana, los japoneses realizaron pequeños ataques aéreos. Brereton solicitó de nuevo permiso para bombardear Formosa, pero MacArthur se negó por segunda vez. Poco después de las diez, MacArthur finalmente autorizó el bombardeo, y Brereton procedió a reunir a sus bombarderos en Clark Field, los cuales estaban sobrevolando el Monte Arayat, para evitar ser sorprendidos en el suelo. En ese momento, 196 aviones japoneses habían abandonado Formosa y se encontraban en dirección al aeródromo. Aunque Clark Field fue alertado del inminente ataque, el mensaje no subió en la cadena de mando, y cuando la primera oleada japonesa, 27 bombarderos Mitsubishi G3M2, llegó finalmente a las 12.35 p. m., encontró a todos los bombarderos de Clark Field en la pista preparándose junto con sus cazas para un ataque contra Formosa programado para la tarde.
A la primera ola de bombarderos siguió una similar, la cual atacó desde gran altura, casi sin ser molestada por la artillería antiaérea. Después vinieron 34 Zeros, que realizaron ataques rasantes, los más efectivos de todo el ataque. Solamente tres cazas P-40 lograron despegar para hacerles frente, y otros cinco fueron destruidos mientras avanzaban por la pista. Un escuadrón de cazas de una base aérea cercana llegó poco después, y aunque compuesta por inferiores cazas P-35, lograron derribar a tres Zeros.
Estos ataques fueron muy efectivos, los japoneses lograron reducir a la mitad la fuerza combativa de la FEAF en el primer día de la campaña. Los estadounidenses perdieron 17 de 35 bombarderos B-17, 53 cazas P-40 y 3 cazas P-35, así como otros 30 aviones de menor importancia.  Las instalaciones de Clark Field y la cercana Iba quedaron seriamente dañadas, y se reportaron 80 muertos y 150 heridos. En estos ataques, los japoneses perdieron solamente siete cazas. Los japoneses consolidaron su superioridad aérea los siguientes días, y al finalizar el 15 de diciembre la fuerza aérea estadounidense en Filipinas había sido reducida a un puñado de cazas.

### Escape de la Flota Asiática

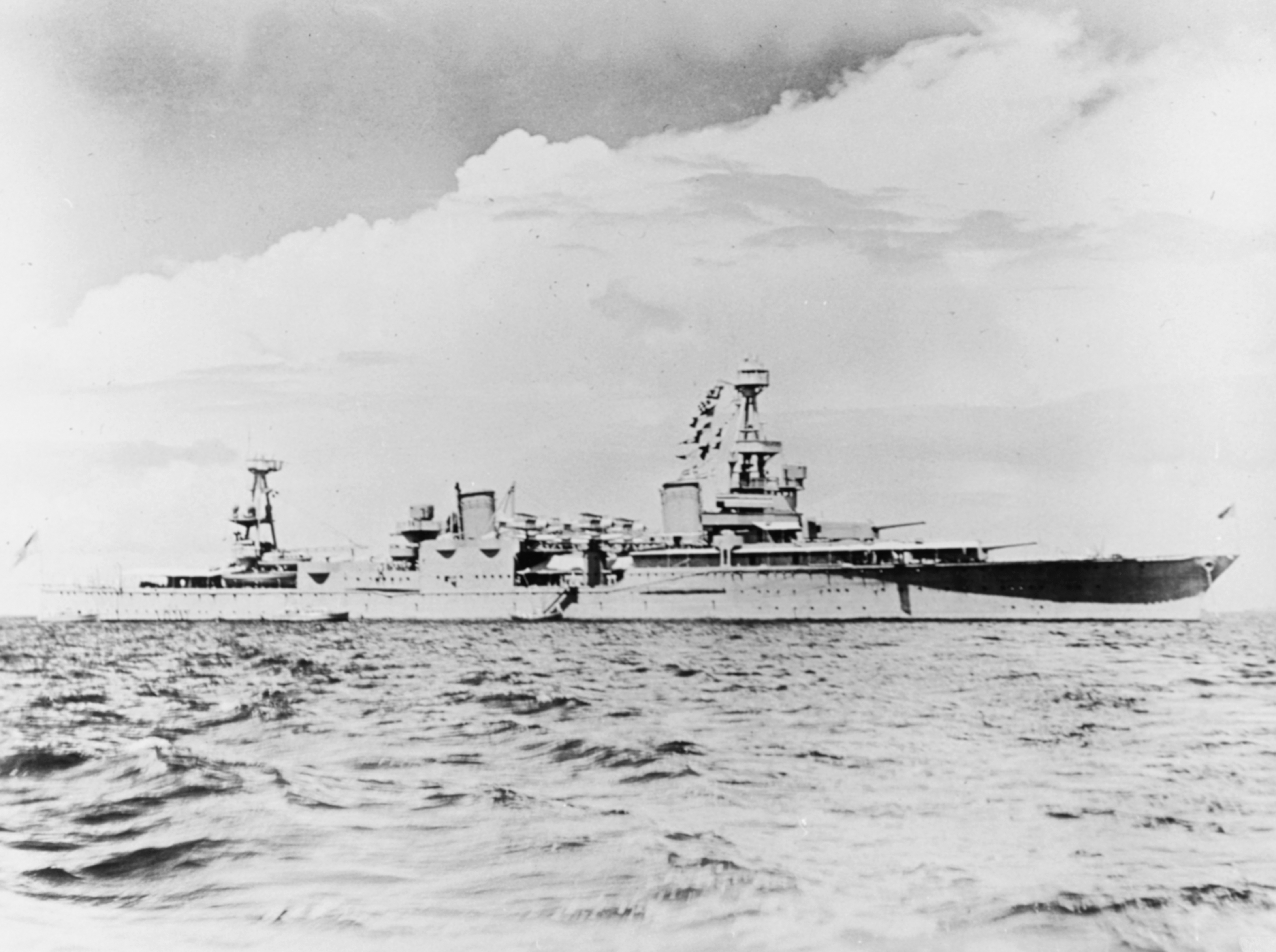
El, buque insignia de la Flota Asiática, en la bahía de Manila.

Con la Flota del Pacífico temporalmente neutralizada en Pearl Harbor, y con la FEAF diezmada, la defensa de Filipinas recaía completamente en la Flota Asiática del Almirante Hart y en el plan defensivo de MacArthur, que definía a las playas como la principal línea de defensa.
El 8 de diciembre, el almirante Hart había enviado a su principal fuerza operativa, liderada por el crucero pesado USS Houston, hacia Borneo, colonia holandesa. La marina mercante también escapó rápidamente de la bahía de Manila, la cual fue atacada desde el aire en los días siguientes. El 10 de diciembre, Hart reportó que Manila ya no podía ser mantenida como una base naval debido a la supremacía japonesa en el aire y continuó enviando más barcos al sur, donde creía que contribuirían mejor en la defensa de Malasia y las Indias Orientales Neerlandesas.
El 14 de diciembre, Hart decidió enviar al resto de su flota al sur, y en Filipinas permanecieron únicamente dos destructores, 27 submarinos y otros navíos menores. Hart abandonó Manila el 26 de diciembre, en un submarino, con rumbo al sur. El contraalmirante Francis Rockwell permaneció en Filipinas como sucesor de Hart.

### Desembarcos

Mapa mostrando los diferentes desembarcos nipones en Luzón.

Aunque los principales desembarcos japoneses se realizaron poco antes de la Navidad, también se realizaron desembarcos en Luzón y Dávao, en los primeros días de hostilidades. Luego de tomar las islas Batanes, al norte de Luzón, el 8 de diciembre, los japoneses desembarcaron unos 4000 hombres en Vigan, Gonzaga y Aparri dos días después. El 12 de diciembre, unos 2500 japoneses desembarcaron en Legazpi, en el sur de Luzón. El 20 de diciembre, unos 5000 japoneses desembarcaron en Dávao y desde allí partieron hacia Joló, que tomaron de inmediato. Estos dos últimos desembarcos no servían para la campaña de Filipinas, sino para la campaña de las Indias Orientales Neerlandesas, que ya había iniciado.
En la noche del 10 de diciembre, un bote japonés de reconocimiento se adentró en el golfo de Lingayen y de inmediato fue atacado por todas las defensas costeras. El comandante divisional anunció haber impedido un importante desembarco japonés y el episodio fue conocido como la batalla del golfo de Lingayen. MacArthur había colocado la mayor parte de su artillería en el sur del golfo, pero los japoneses descubrieron esto gracias al bote de reconocimiento y la prensa aliada, que publicó detalles de la falsa batalla en Lingayen.
El 22 de diciembre, el submarino estadounidense Stingray localizó a la principal fuerza de invasión japonesa de Lingayen, unos 85 transportes que contenían al grueso de la 48.ª División, al mando del teniente general Yuitsu Tsuchihashi. Sin embargo, el desembarco japonés al norte del golfo de Lingayen se realizó sin muchos contratiempos, gracias a la absoluta superioridad aérea y naval japonesa. En aquel momento, solamente cuatro bombarderos B-17 permanecían en Filipinas, y luego de arrojar bombas sobre el convoy japonés, escaparon a Australia.
En la noche del 22 y 23 de diciembre, desembarcó en la bahía de Lamon la 16.ª División, unos siete mil hombres en 24 transportes al mando del teniente general Susumu Morioka. Para la noche del 24, las fuerzas de Morioka finalizaron el desembarco con el costo de 84 muertos y 184 heridos. Durante los desembarcos, los submarinos dejados por Hart fueron utilizados ineficazmente, y causaron menos daño del esperado.
Manila iba a ser cercada por las fuerzas provenientes desde Lingayen y Lamon. Luego de que las fuerzas del norte de Luzón, tres divisiones filipinas al mando del mayor general Jonathan Wainwright IV, se replegaran detrás del río Agno, MacArthur decidió abandonar las defensas de las playas, y recurrió al Plan de Guerra Naranja 3 (WPO-3 por sus siglas en inglés), que involucraba el retiro de las tropas en Luzón a la península de Batán, donde deberían esperar unos seis meses a que la Flota del Pacífico llegara con refuerzos.

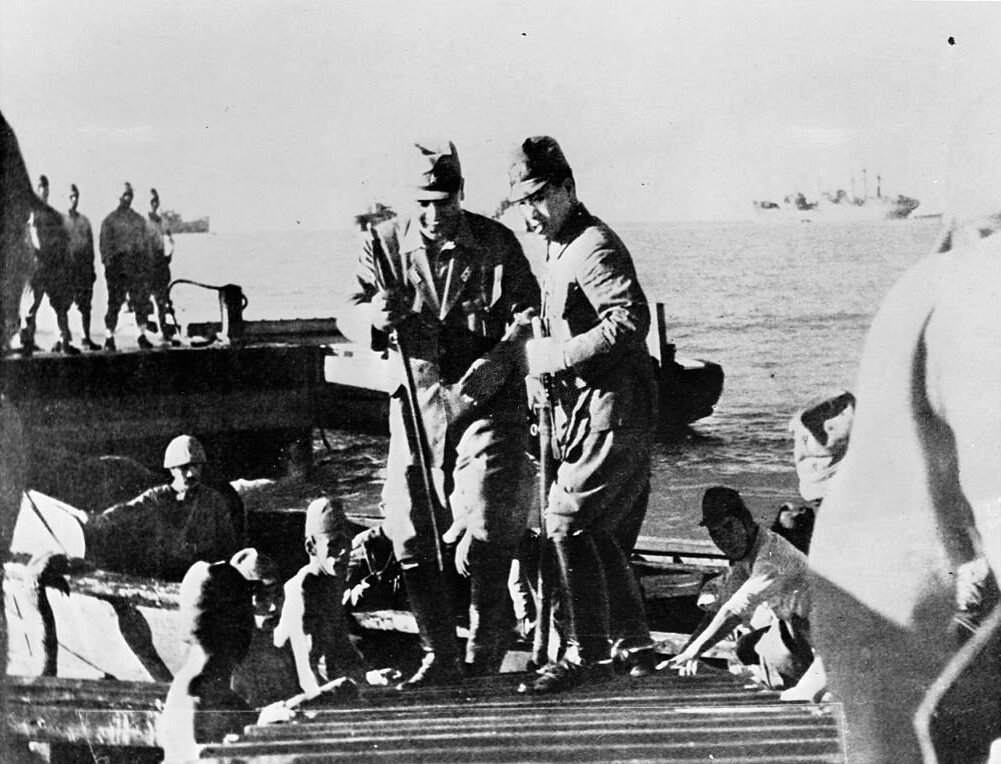
El general Homma desembarca en el golfo de Lingayen el 24 de diciembre de 1941.

Finalmente, MacArthur ordenó a las dos divisiones filipinas al sur de Luzón, al mando del brigadier general George M. Parker Jr., que se retiraran a Batán junto con las divisiones de Wainwright. El 24, el presidente filipino, Manuel Luis Quezón, abandonó Manila rumbo a Corregidor. Más tarde, ese mismo día, MacArthur también partió hacia Corregidor. El 26 de diciembre, Manila fue declarada ciudad abierta.
El 1 de enero de 1942, la 48.ª División japonesa se encontraba a menos de 25 km de Manila.  Las fuerzas de la 16.ª División, al sur de la capital filipina, habían sido retrasadas gracias a la destrucción de varios puentes y todavía se encontraban a unos 65 km de Manila. Homma ordenó detener a la fuerza del norte para que las tropas se reorganizaran y se asearan, de esta manera planeaba evitar el pillaje y los abusos contra los civiles. En la tarde del 2 de enero, tres batallones al mando del mayor general Koichi Abe entraron finalmente a Manila.
La rápida caída de Manila hizo creer al general Hisaichi Terauchi, comandante del Ejército Expedicionario del Sur, que la campaña filipina había terminado. Terauchi ordenó a Homma que prescindiese de la 48.ª División, para que la misma fuese enviada a Java. Homma protestó, la 48.ª División era su mejor división y su reemplazo, la 65.ª Brigada, unos 7500 efectivos, estaba conformada principalmente por hombres de mayor edad que no contaban con el entrenamiento y el equipo adecuado para servir en el frente. Pero Tokio no sólo no cambió de opinión, sino que se llevó también al 5.º Grupo Aéreo.

## Defensa de Bataán y Corregidor

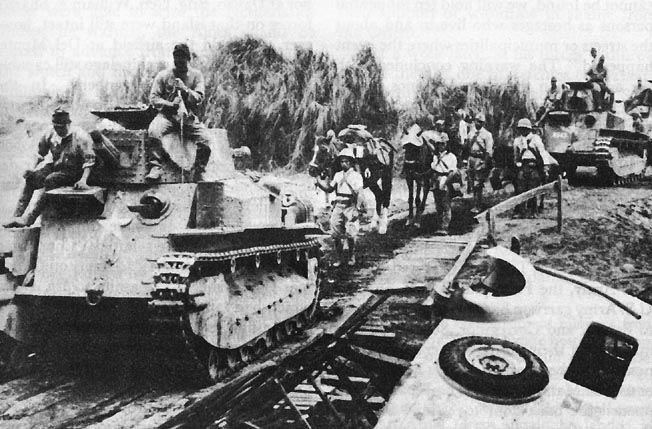
Los japoneses entran a Manila, declarada previamente "ciudad abierta" por MacArthur.

En la Conferencia Arcadia, inaugurada el 24 de diciembre en Washington D. C., el gobierno estadounidense decidió dar prioridad a la guerra en Europa. Sin embargo, se procedió a preparar un convoy en Australia para llevar suministros y refuerzos a MacArthur. No obstante, cuando el convoy estuvo listo para zarpar, el 28 de diciembre, se determinó que el control japonés sobre Borneo era tan fuerte, que el convoy jamás llegaría a su destino. Finalmente, en la primera semana de enero de 1942, la División de Planes de Guerra del Estado Mayor concluyó que era imposible enviar una expedición a tiempo a Filipinas sin desviar recursos del teatro europeo. Esta decisión efectivamente condenó a las tropas aliadas en Filipinas.

### Batalla de Bataán
El 7 de enero, la retirada aliada a Bataán fue completada. Los estadounidenses sufrieron unas 13 000 bajas, pero la mayoría fueron filipinos que desertaban.  Los japoneses reportaron 627 muertos, 1282 heridos y 7 desaparecidos.  Muchas tropas defensoras habían logrado escapar a la pequeña península, los japoneses habían estado tan concentrados en capturar Manila, que descuidaron su flanco derecho, por el que las tropas de MacArthur se escabulleron. En Batán se encontraban apiñados 15 000 soldados estadounidenses y 65 000 filipinos, de estos últimos solamente 10 000 habían recibido un entrenamiento adecuado. Junto con las tropas, miles de civiles entraron a Batán, y se unieron a los lugareños, que no fueron evacuados. En teoría, las fuerzas defensoras debían resistir seis meses en Batán, pero solamente contaban con comida para un mes.
La península de Bataán tiene 32 km de ancho en su base y 40 km de largo. Su superficie está dominada por dos volcanes extintos: el monte Natib al norte y el monte Samat al sur. La defensa de la parte occidental fue asignada a Wainwright, cuyos hombres habían retrasado el avance de Homma por el norte para que las fuerzas al sur de Manila escapasen a Batán, y por lo tanto necesitaban descanso. La sección oriental, la más probable en ser atacada, fue asignada al General Parker, que había comandado a las fuerzas al sur de Luzón.

#### Primeros ataques

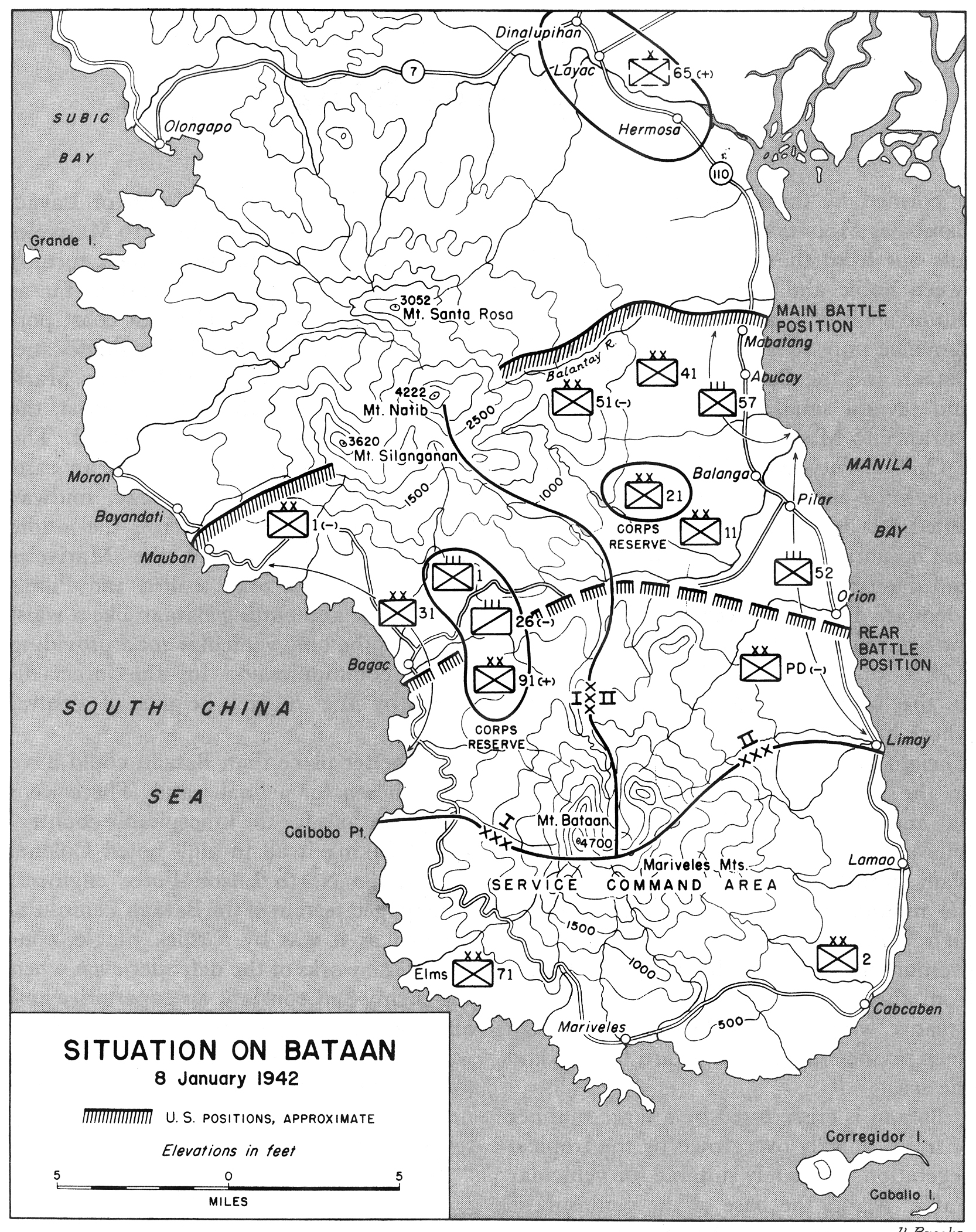
Batán el 8 de enero, al iniciarse la ofensiva japonesa.

Al igual que Tokio, Homma también creía que la batalla en Filipinas había terminado, por esta razón, envió a la  65.ª Brigada a realizar el asalto principal contra las 25 000 tropas defensoras en Batán, un estimado muy por debajo del valor real. El comandante de esta unidad, el general Nara, recibió la orden de "perseguir" a los defensores en columna hasta Mariveles. El reconocimiento aéreo no encontró señales de que los estadounidenses se habían fortalecido en la península y Homma concluyó que con el primer ataque los defensores intentarían escapar a Corregidor.
En la tarde de 9 de enero, la batalla de Bataán empezó con un ataque japonés contra el lado oriental de Bataán, la línea Abucay. Un regimiento japonés, al mando del coronel Takeo Imai, avanzó contra las líneas defensivas y rápidamente fue reducido a un tercio por la artillería. Otro regimiento, comandado por el coronel Susumu Takechi, fue enviado a la falda oriental del monte Natib, para intentar sobrepasar el flanco izquierdo de las tropas de Parker, pero desapareció en la densa jungla. Este primer ataque fracasó miserablemente, y el 16 de enero, la 51.ª División filipina contraatacó. El ataque fue demasiado efectivo, un regimiento avanzó demasiado en el frente, formando un saliente, y las tropas de Imai las atacaron desde el este. En ese momento, Takechi y su regimiento salieron inesperadamente de la jungla y atacaron desde el oeste. El regimiento filipino fue aniquilado y la línea defensiva Abucay empezó a colapsar.
El 17 de enero, el mayor general Naoki Kimura lideró a 5 mil hombres contra el lado occidental de Batán. Unos 700 soldados flanquearon la línea defensiva de Wainwright por la derecha y el 21 de enero llegaron al mar, atrapando a las tropas más cercanas al frente.
El 24 de enero MacArthur ordenó la retirada de la línea Abucay, y una nueva línea defensiva fue establecida entre los dos volcanes de Batáan. Sin embargo, para lograr esta victoria, los japoneses sufrieron muchas bajas. En esta etapa, la 65.ª Brigada, de 6651 hombres al inicio, había sufrido 1472 bajas en el combate.
Durante las siguientes semanas, Homma intentó flanquear la nueva línea desde el mar, realizando cinco desembarcos detrás del frente, en la costa oeste de la península. Sin embargo, para el 8 de febrero, todos los grupos de asalto habían sido eliminados.
Estos asaltos y otros ataques contra el frente causaron estragos en las fuerzas japonesas. La batalla de Bataán ya se había cobrado 7000 bajas y otras 10 000 bajas se habían reportado debido a las enfermedades tropicales. Solamente tres batallones de infantería mantenían el frente, Homma temía que MacArthur descubriese esto, ya que un efectivo contraataque aliado podría expulsarlos de la península.
El 8 de febrero, desde su Cuartel General en San Fernando, Homma solicitó refuerzos por tercera vez desde el comienzo de la batalla. Al igual que las dos veces anteriores, su petición fue rechazada. Peor aún, Homma recibió un telegrama del primer ministro Hideki Tōjō, expresando su malestar por el desarrollo de la batalla. Después de leer la carta, Homma, quien ya estaba bajo presión desde hacía varias semanas, se desmayó.

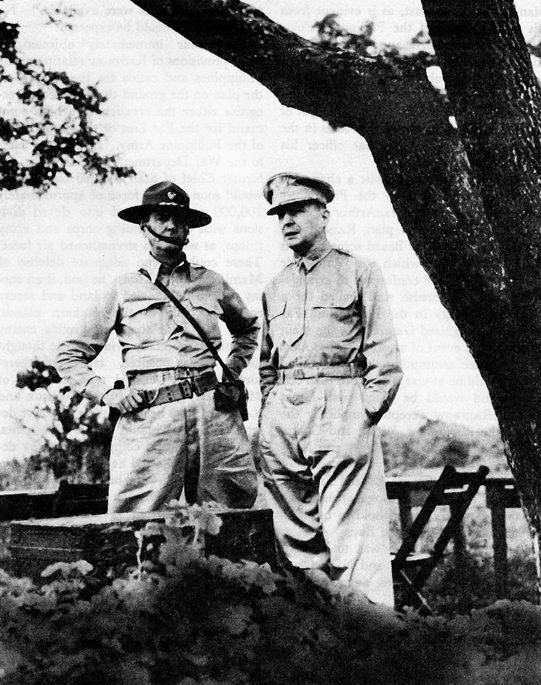
Los generales MacArthur (der.) y Wainwright (izq.) en octubre de 1941.

En el bando aliado también existía frustración. El Presidente filipino estalló en furia cuando escuchó un discurso de Roosevelt, anunciando el envío de miles de aviones a Europa. Después de llamar "sinvergüenza" al presidente estadounidense, exclamó:

¿ Cómo pueden los estadounidenses angustiarse por el destino de un primo lejano (Inglaterra), mientras la hija (Filipinas) está siendo violada en el cuarto de atrás?
 Manuel Luis Quezón

Después de enterarse de que los soldados filipinos estaban recibiendo raciones inferiores que los estadounidenses, Quezón escribió un manifiesto solicitando la independencia de Filipinas a Estados Unidos. Si se le concedía planeaba desmovilizar al ejército filipino y declarar neutral a su país. De esta manera, Quezón pensaba obligar a Japón y a Estados Unidos a abandonar las islas. MacArthur apoyó el plan, pero Roosevelt lo rechazó de plano. Gracias a una emotiva carta, Roosevelt logró calmar a Quezón y luego ordenó a MacArthur a resistir en Filipinas hasta el final.
El 12 de marzo, MacArthur abandonó Corregidor, junto con su esposa e hijo, en un bote torpedero con rumbo a Mindanao, luego de que Roosevelt le ordenara escapar a Australia. Desde allí, MacArthur voló a Darwin y luego partió a Alice Springs, donde prometió regresar a Filipinas. Wainwright fue nombrado comandante de las tropas en Corregidor y Batán, mientras que el general William Sharp fue nombrado comandante de las tropas en Mindanao. El brigadier general Bradford Chynoweth fue colocado al mando de las tropas defensoras en Bisayas. El 20 de marzo, el Departamento de Guerra promovió a Wainwright a teniente general y lo nombró Comandante de todas las fuerzas en Filipinas. El mayor general Edward P. King, Jr lo sucedió en el mando de las fuerzas en Luzón.

#### Llegada de refuerzos y asalto final

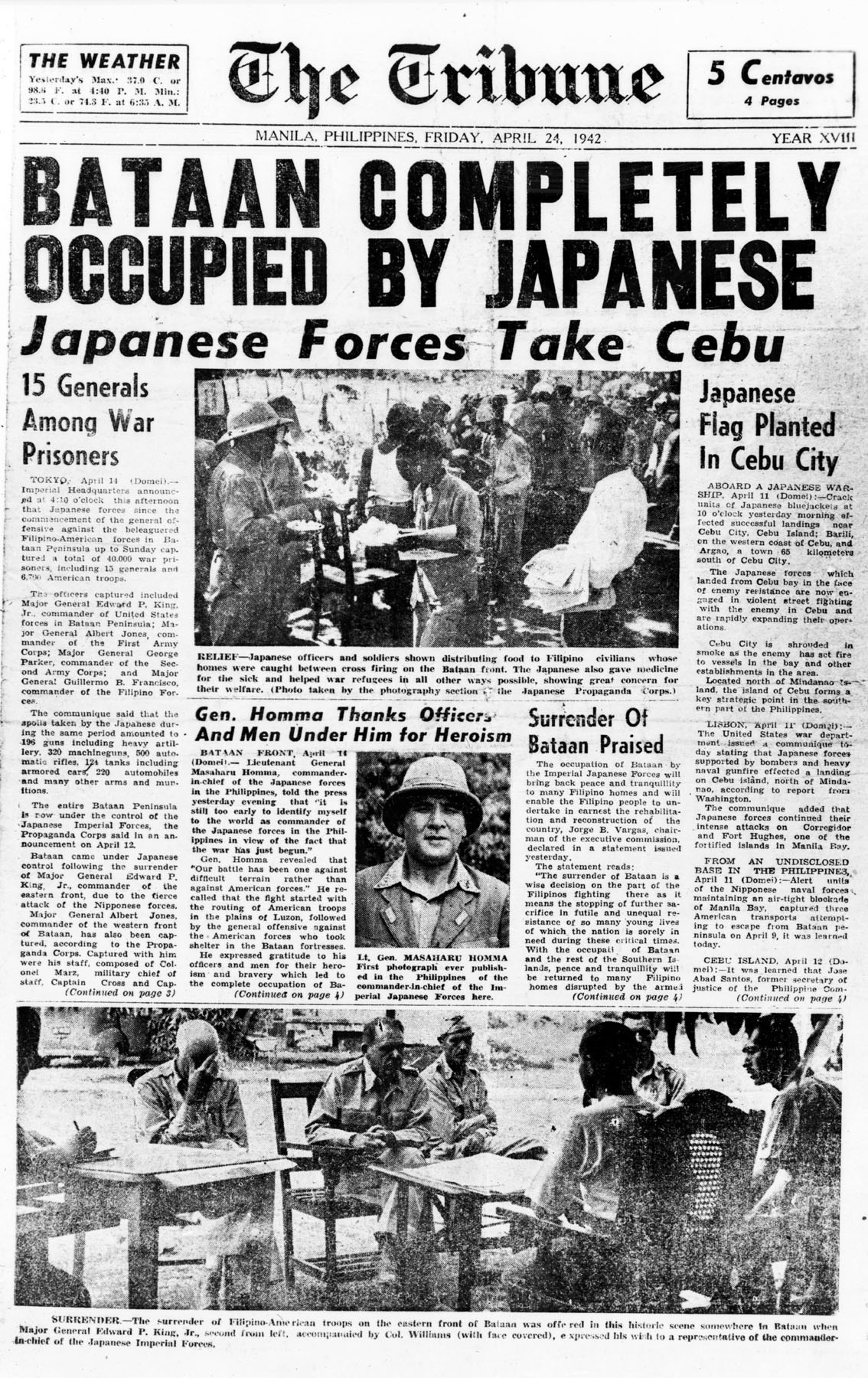
Portada de un periódico el 24 de abril, mostrando fotos de la rendición de Batán.

El escape de MacArthur causó molestar en Tokio, y el primer ministro Tojo perdió la confianza en que Homma pudiese terminar la campaña sin ayuda. La fuerza de combate japonesa en Batán había sido reducida a 3000 hombres para finales de febrero, principalmente por la malaria y la disentería. Finalmente, Homma empezó a recibir a finales de febrero los necesitados refuerzos, unos 7000 hombres para reforzar las unidades existentes y la 4.ª División, 11 000 soldados al mando del teniente general Kenzo Kitano.
El nuevo plan de ataque japonés fue elaborado en Tokio por el coronel Takushiro Hattori. Hattori consideró que el monte Samat era el talón de Aquiles del sistema defensivo enemigo. Homma aprobó el plan de inmediato, y se prepararon las tropas para realizar la última ofensiva contra Batán el 3 de abril. Homma tenía confianza en este nuevo plan, además contaba con 50 000 tropas, muchas de las cuales estaban descansadas. En el otro lado del frente, 78 000 estadounidenses y filipinos, comiendo un tercio de ración diaria, esperaban con escepticismo la llegada del "convoy de una milla de largo" anunciado por sus oficiales. De estos, solamente 27 000 habían sido considerados aptos para combatir, a pesar de que el 75% de los últimos tenían malaria.
El ataque japonés empezó con un ataque intenso de artillería, traída desde Hong Kong, complementada por un bombardeo aéreo que incendió la jungla, atrapando a cientos de soldados defensores. Para el 5 de abril, los japoneses izaron su bandera en la cima del monte Samat. La línea defensiva al oeste de Batán se colapsó, y las tropas de la 65.ª Brigada se lanzaron contra Mariveles. El 7 de abril la línea del este también fue quebrada, y las tropas de Homma confluyeron en Mariveles desde ambas direcciones, rodeando el monte Namat, donde la mayor parte de las tropas aliadas del oeste quedaron aisladas.
Al enterarse del desastre, MacArthur ordenó un contraataque desde Australia, Wainwright pasó esta orden a sus subordinados en Batán, pero el general King ordenó la retirada. Además, King envió un oficial a Corregidor para que informase a Wainwright de que la capitulación de Batán era inminente. Wainwright, presionado por MacArthur, no se dejó convencer y siguió ordenado la contraofensiva, aunque reconoció que la misma no tenía posibilidades de éxito.
A las 6.00 A.M. del 9 de abril, King rindió incondicionalmente Batán ante el Coronel Motoo Nakayama, quien le aseguró que sus tropas serían tratadas bien.

#### Marcha de la muerte en Batán

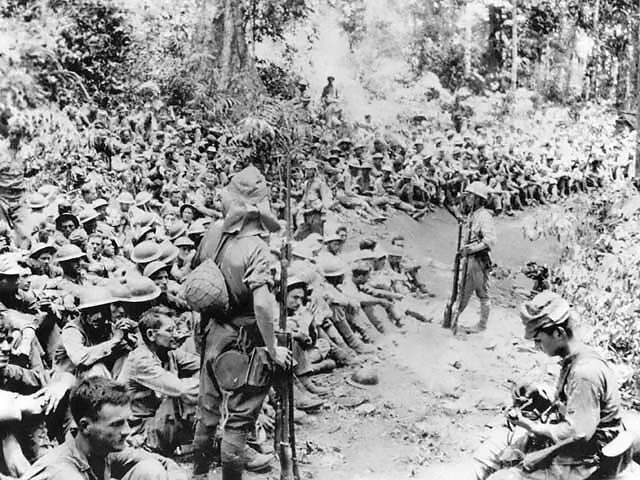
Los prisioneros de guerra descansan durante la marcha de la muerte de Batán.

Los japoneses serían incapaces de cumplir la promesa de Nakayama. El oficial que planificó el transporte a los campos de prisioneros de guerra, mayor general Yoshikata Kawane, realizó planes de transporte para 25 000 personas, un estimado muy por debajo de los 76 000 prisioneros capturados. Para el primer día de viaje, Kawane no reservó transportes y raciones de comida, ya que consideró que los prisioneros podrían caminar y utilizar sus raciones. No consideró que la mayoría de los soldados enemigos estaban enfermos de malaria y estaban muy debilitados por el hambre, y por lo tanto, en algunos casos el trayecto duraría el triple. Durante la marcha, miles de prisioneros murieron de hambre, enfermedades, insolación y por el maltrato de los guardias, que ejecutaban a aquellos que colapsaban en el camino.
Todo empeoró con la llegada a Filipinas del coronel Masanobu Tsuji, quien acababa de llegar de Singapur, donde 5000 chinos étnicos habían sido asesinados luego de que los acusara de ser colaboradores del colonialismo. Tsuji convenció a varios oficiales del Estado Mayor en Manila de enviar órdenes verbales de ejecutar a todos los prisioneros de guerra, filipinos y estadounidenses por igual, pero muchos oficiales se negaron a cumplirlas. El coronel Imai llegó incluso a liberar a todos los prisioneros bajo su mando, unos mil, principalmente porque dicha orden violaba el código samurái. Sin embargo, otros oficiales obedecieron ya que, paradójicamente, la rendición era considerada una deshonra en Japón. El manual del soldado japonés declaraba:

Ten en cuenta que al ser capturado no sólo deshonras al Ejército, sino que tu familia y tus padres jamás podrán levantar la cabeza de nuevo. Siempre guarda la última bala para ti.

De los 76 000 prisioneros iniciales, solamente 54 000 llegaron a su destino final, Camp O'Donell. Es difícil estimar el número correcto de muertos durante la marcha, ya que muchos escaparon o fueron liberados por oficiales como Imai. Se estima que entre siete y diez mil prisioneros de guerra murieron debido a las enfermedades y abusos, de los cuales 2330 serían estadounidenses.

### Sitio de Corregidor

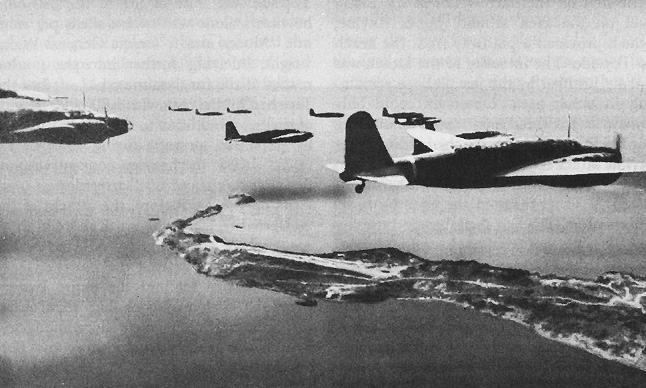
Los japoneses bombardean Corregidor.

Mientras tanto, el general Homma se encontraba concentrado en la fortaleza de Corregidor, tan absorto que no supo de la "marcha de la muerte" sino hasta dos meses después. Desde la caída de Batán, la artillería japonesa había estado arrasando la isla, que les negaba el control de la bahía de Manila.
Finalmente, el 2 de mayo, las poderosas baterías de la isla fueron silenciadas y la defensa recayó exclusivamente en las 10 260 tropas que permanecían en ella. El 4 de mayo, dos mil soldados japoneses empezaron a desembarcar en Corregidor. El desembarco en el oeste fue frustrado debido a que muchos botes fueron hundidos, pero en el este fue exitoso. Aunque sufrieron fuertes bajas, los japoneses lograron desembarcar tanques, para los cuales los estadounidenses no estaban preparados. El 5 de mayo, Wainwright decidió rendirse, y fue llevado por el coronel Nakayama a Batán.
Wainwright se entrevistó con Homma, e intentó rendir únicamente Corregidor. De esta manera, las fuerzas del general Sharp en Mindanao podrían seguir luchando. Gracias a la intercepción de comunicaciones, Homma sabía que Wainwright estaba al mando de todas las tropas en Filipinas, y se sintió ofendido por el engaño del comandante estadounidense, por lo que abandonó la reunión. Wainwright decidió finalmente rendir toda Filipinas y envió un emisario a Mindanao, con el objetivo de convencer a Sharp de rendirse.
En la medianoche del 8 de mayo, Wainwright fue llevado a una estación de radio en Manila donde leyó un discurso anunciando la rendición de todas las fuerzas en Filipinas. Afectado emocionalmente, Wainwright fue incapaz de terminar de leer.
Sharp no fue convencido por el discurso, y un mensaje de MacArthur prohibiéndole rendirse solamente lo confundió más. Finalmente, con la llegada del emisario de Wainwright el 10 de mayo, Sharp decidió rendir Mindanao y la campaña de Filipinas oficialmente finalizó. La última isla filipina importante, Leyte, se rindió el 24 de mayo. El 9 de junio, la resistencia organizada en Filipinas terminó, desde entonces, solamente hubo ataques aislados de muchos efectivos aliados, que escaparon a las zonas rurales, donde ejecutaron una guerra de guerrillas.

## Consecuencias

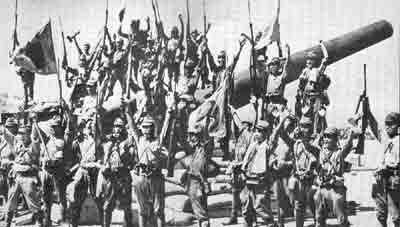
Los japoneses celebran la conquista de Corregidor sobre una batería estadounidense.

El 29 de junio, el 14.º Ejército japonés fue separado del Ejército Expedicionario del Sur. Las fuerzas aliadas resistieron en Filipinas mucho más de lo esperado, y en ocasiones pusieron en serios aprietos a las fuerzas japoneses. Sin embargo, el destino de las fuerzas defensoras había sido sellado al inicio de la campaña con los efectivos ataques a Pearl Harbor y a los aeródromos en Filipinas. Al carecer de apoyo aéreo y sin perspectivas de recibir refuerzos, era claro que las fuerzas filipino-estadounidenses no serían capaces de volver a controlar las islas.
El teniente general Masaharu Homma entró en conflicto con su superior, el general Terauchi, debido a las medidas de ocupación. Homma había estado emitiendo órdenes contrariando las de Tsuji, y había pedido a sus hombres que no tratasen a los filipinos como enemigos. Poco después, Homma liberó a todos los prisioneros de guerra filipinos. Esta acción catalizó el reemplazo de Homma en Filipinas, su sucesor fue el teniente general Tanaka Shizuichi. Al regresar a Japón, Homma recibió una recepción de comandante victorioso, pero no se le permitió presentar su informe ante el Emperador Shōwa. Homma pasaría el resto de la guerra en el retiro, y al finalizar la misma sería responsabilizado por la "marcha de la muerte", por lo que sería ejecutado en 1946.
El teniente general Wainwright también fue mal visto por su superior, el general MacArthur. Cuando el general Marshall quiso nominar a Wainwright para la Medalla de Honor, mientras este último estaba en cautiverio, MacArthur se negó, alegando que Wainwright no había hecho lo suficiente para merecerla. Después de la guerra, finalmente Wainwright recibiría la Medalla de Honor.
El 14 de octubre de 1943, se proclamó la Segunda República Filipina, un gobierno dependiente de Japón, que nunca gozó de completa autonomía y tampoco logró controlar todo su territorio. José P. Laurel, antiguo colaborador de Quezón, fue nombrado Presidente. Antes de partir hacia Estados Unidos, Quezón había ordenado a Laurel permanecer en Filipinas, para que defendiese los intereses de su pueblo.
Los estadounidenses regresaron a Filipinas el 20 de octubre de 1944, cuando iniciaron su campaña en Filipinas.